# Chetma
Chetma es un municipio (baladiyah) de la provincia o valiato de Biskra en Argelia. En abril de 2008 tenía una población censada de 13 699 habitantes.
Se encuentra ubicado al noreste del país, en al región del Aurés, a unos 400 km de Argel, 115 km de Batna y 220 km de Touggourt.